# Johnny Kapahala: Z powrotem na fali
Johnny Kapahala: Z powrotem na fali (oryg. Johnny Kapahala: Back on Board, 2007) – amerykański film telewizyjny (Disney Channel Original Movie) w reżyserii Erica Brossa. Premiera filmu w Polsce miała miejsce 3 sierpnia 2007 roku na kanale Disney Channel. Tutaj film został wyemitowany z polskim lektorem. Premiera filmu z dubbingiem miała miejsce 11 lipca 2009 roku na kanale Jetix.

## Opis fabuły
Johnny Kapahala, nastoletni mistrz windsurfingu, przyjeżdża do rodzinnego miasta na ślub swojego dziadka króla surfingu. Poznaje Chrisa, dwunastoletniego syna nowej babci, który jest przeciwny związkowi. Kiedy nastolatek komplikuje ślub, Johnny postanawia nawiązać z nim przyjaźń i spróbować swoich sił w mountainboardingu który jest ulubionym sportem Chrisa. Przekonuje się, że znalezienie wspólnego języka nie jest łatwe, podobnie jak ekstremalna, górska trasa.

## Obsada
- Brandon Baker – Johnny "Pono" Kapahala
- Jake T. Austin – Christopher "Chris"
- Cary-Hiroyuki Tagawa – Johnny "Tsunami" Kapahala
- Rose McIver – Valerie "Val"
- Robyn Lively – Carla
- Yuji Okumoto – Pete Kapahala
- Mary Page Keller – Melanie Kapahala
- Lil' J – Sam Sterling
- Andrew James Allen – Jared
- Phil Brown – Troy
- Chris Mulligan – Cha
- David Rawiri Pene] – Spidey
- Thomas Newman – Bo
- Ryan Williams – Rooster
- Akoni Kama – Akoni Kama

## Wersja polska
Opracowanie: na zlecenie Jetix – IZ-Text

Dźwięk i montaż: Iwo Dowsilas

Tekst polski: Natalia Bartkowska

Reżyseria: Ireneusz Załóg

W polskiej wersji wystąpili:
- Izabella Malik – Chris
- Maria Suprun – Carla
- Grażyna Czajkowska – Val
- Agnieszka Wajs – Melanie Kapahala
- Konrad Ignatowski – Johnny "Pono" Kapahala
- Grzegorz Przybył – Johnny "Tsunami" Kapahala
- Mirosław Kotowicz – Sam Sterling
- Krzysztof Korzeniowski
- Zbigniew Wróbel – Troy
- Artur Święs –
  - Jared,
  - Pete Kapahala
- Ireneusz Załóg

i inni